# Dahomejská republika
Dahomejská republika, známá také jako Dahomej, byla založena 4. prosince 1958 jako samosprávná kolonie v rámci Francouzského společenství a nahradila tak Francouzskou Dahomej, která byla součástí Francouzské unie. Dne 1. srpna 1960 získala Dahomejská republika na Francii plnou nezávislost. V roce 1975 byla země přejmenována na Benin podle Beninského zálivu, který byl pojmenován po Beninské říši, která měla své ústřední sídlo v Benin City, které leží v dnešní Nigérii. Slovo "Benin" bylo považováno za politicky neutrální název přijatelný pro všechny etnické skupiny žijící v této zemi, zatímco slovo "Dahomej" připomínalo fonské Dahomejské království.

## Historie

Státní znak Dahomejské republiky 1958–1964

Dahomejská republika získala nezávislost na Francii 1. srpna 1960. Jak uvádí historik Martin Meredith, byla tato mladá republika zatížena všemi představitelnými obtížemi. Zemi tvořil úzký pruh pevniny vedoucí od pobřeží do vnitrozemí. Benin byl při zisku nezávislosti přelidněný, nesolventní a sužovaný etnickým kmenovým rozdělením společnosti, byl zatížený obrovskými dluhy, vysokou mírou nezaměstnanosti, častými stávkami a nekonečným bojem o moc mezi třemi soupeřícími politickými vůdci. Těmito politickými rivaly byli Justin Ahomadégbé-Tomêtin, který měl vliv v jižní a střední části země, Sourou-Migan Apithy, který ovládal jihovýchodní oblast, a Hubert Maga, jehož mocenská základna se nacházela na severu.
Po zisku nezávislosti se stal Hubert Maga prvním dahomejským prezidentem. Již před úplnou nezávislostí vedla politická krize v roce 1958 k tomu, že se Magovo Dahomejské demokratické hnutí připojilo ke koaliční vládě, což vedlo k další krizi, při které se v dubnu 1959 Maga stal předsedou vlády. Tento kompromis však krizi nedokázal vyřešit a v říjnu 1963 vypuklo povstání, které vyvrcholilo státním převratem. Během převratu nahradil Magu ve funkci prezidenta Sourou-Migan Apithy. Ani tento převrat nedokázal zemi přinést stabilitu a Apithy byl úřadu zbaven v prosinci 1965 během dalšího státního převratu.
Po tomto převratu se stal prezidentem plukovník Christophe Soglo. Jako veterán francouzské armády se považoval za dahomejského Charlese de Gaulla. Soglo zakázal v zemi veškerou politickou činnost. Proklamovaným důvodem k tomuto kroku byla snaha o stabilizaci země. Civilní vláda sice byla obnovena v roce 1968, ale vřava předchozích let způsobila, že armáda zůstala klíčovým hráčem v dahomejské politice, přičemž civilní prezidenti byli oddáni svým vojenským podporovatelům. V říjnu 1972 došlo k dalšímu, v pořadí již pátému, státnímu převratu. Tento převrat vedl Mathieu Kérékou, který odstranil civilní vládu, v jejímž čele v té době stál triumvirát sestávající z Ahomadégbého, Apithyho a Magy. Kérékou podporoval marxismus-leninismus a 30. listopadu 1975 vyhlásil konec Dahomejské republiky a ustanovil Beninskou lidovou republiku.

## Dahomejská republika ve filmu
Několik lokací ve filmu Komedianti bylo natáčeno v Dahomejské republice. Ve filmu hrály hvězdy jako Richard Burton, Elizabeth Tylor, Lillian Gish, James Earl Jones, Roscoe Lee Browne, Alec Guinness, Raymond St. Jacques, Gloria Foster, Zakes Mokae, Paul Ford, Georg Stanford Brown, Peter Ustinov, Douta Seck a Cicely Tyson. Děj filmu se odehrává na Haiti v době diktatury Françoise Duvaliera. Dahomej připomínala Haiti v mnoha ohledech, jak geograficky, tak i kulturně a natáčení tam bylo bezpečnější než na Haiti.